# 済南西駅
済南西駅（さいなんにしえき、英語Jinanxi Railway Station、中国語:济南西站）は、中国の山東省済南市槐蔭区
にある済南鉄路局の駅である。地下鉄で済南軌道交通1号線が既に乗り入れており、6号線も計画されている。

## 所属路線
- 中国国鉄
  - 京滬高速鉄道：北京南駅より419km、上海虹橋駅まで883km
  - 済鄭高速鉄道（中国語版）

## 駅構造
島式ホーム8面17線の駅である。

## 歴史
- 2011年6月30日 - 京滬高速鉄道が開業
- 2023年12月8日 - 済鄭高速鉄道全線が開業

## 隣の駅
中国国鉄
京滬高速鉄道
徳州東駅 - 済南西駅 - 泰安駅
膠済旅客専用線（連絡線）
済南駅 - 済南西駅
済鄭高速鉄道
済南西駅 - 長清駅

## 参考
1. ↑  “济南西站志愿服务将长期运行 提供多种服务” (中文). 2012年10月24日閲覧。